# Martti Miettunen
Martti Juhani Miettunen (17. duben 1907 Simo – 19. leden 2002 Kauniainen) byl finský politik, představitel strany Finský střed (agrárníci). V letech 1961–1962 a znovu 1975–1977 byl premiérem Finska, vedl tři kabinety. V letech 1950–1951 a 1954–1956 byl ministrem dopravy a veřejných prací, v roce 1957 byl ministrem financí, dokonce čtyřikrát zastával post ministra zemědělství (1951–1953, 1956–1957, 1958, 1968–1970). V letech 1958–1973 byl guvernérem provincie Laponsko. Byl považován za pravou ruku prezidenta Urho Kekkonena.